# Покровка (Казаркинська сільська рада)
Покро́вка (рос. Покровка) — присілок (колишнє село) у складі Макушинського округу Курганської області, Росія. 
Населення — 96 осіб (2010, 152 у 2002).
Національний склад станом на 2002 рік:
- росіяни — 92 %